# Erich Bürzle
Erich Bürzle (9 febbraio 1953) è un ex calciatore liechtensteinese, di ruolo centrocampista.

## Carriera

### Giocatore

#### Club
Dal 1981 al 1984 ha vinto tre edizioni consecutive della Coppa del Liechtenstein col Balzers, con cui ha anche militato nelle serie minori svizzere e partecipato a due edizioni consecutive della Coppa delle Coppe.

#### Nazionale
Ha collezionato 2 presenze con la propria Nazionale.

### Allenatore
Ha allenato in due distinte occasioni la Nazionale del Liechtenstein.

## Statistiche

### Cronologia presenze e reti in nazionale
| Cronologia completa delle presenze e delle reti in nazionale ― Liechtenstein | Cronologia completa delle presenze e delle reti in nazionale ― Liechtenstein | Cronologia completa delle presenze e delle reti in nazionale ― Liechtenstein | Cronologia completa delle presenze e delle reti in nazionale ― Liechtenstein | Cronologia completa delle presenze e delle reti in nazionale ― Liechtenstein | Cronologia completa delle presenze e delle reti in nazionale ― Liechtenstein | Cronologia completa delle presenze e delle reti in nazionale ― Liechtenstein | Cronologia completa delle presenze e delle reti in nazionale ― Liechtenstein |
| Data                                                                         | Città                                                                        | In casa                                                                      | Risultato                                                                    | Ospiti                                                                       | Competizione                                                                 | Reti                                                                         | Note                                                                         |
| ---------------------------------------------------------------------------- | ---------------------------------------------------------------------------- | ---------------------------------------------------------------------------- | ---------------------------------------------------------------------------- | ---------------------------------------------------------------------------- | ---------------------------------------------------------------------------- | ---------------------------------------------------------------------------- | ---------------------------------------------------------------------------- |
| 9-3-1982                                                                     | Balzers                                                                      | Liechtenstein                                                                | 0 – 1                                                                        | Svizzera                                                                     |                                                                              | -                                                                            |                                                                              |
| 7-6-1984                                                                     | Vaduz                                                                        | Liechtenstein                                                                | 0 – 6                                                                        | Austria                                                                      |                                                                              | -                                                                            |                                                                              |
| Totale                                                                       |                                                                              | Presenze                                                                     | 2                                                                            |                                                                              | Reti                                                                         | 0                                                                            |                                                                              |

## Palmarès

### Giocatore

#### Competizioni nazionali
- Coppa del Liechtenstein: 3

Balzers: 1981-1982, 1982-1983, 1983-1984